# محافظة هاميانغ
محافظة هاميانغ ((هانغل: 함양군): هاميانغ غون) هي محافظة تقع في مقاطعة غيونغسانغ الجنوبية، كوريا الجنوبية. وبلغ عدد سكانها 40،692 نسمة، عام 2014.

## وصلات خارجية
- الموقع الإلكتروني لحكومة المحافظة
- / about tour site

قالب:South Gyeongsang